# Décès en 1283
Décès
- 1279
- 1280
- 1281
- 1282
- 1283
- 1284
- 1285
- 1286
- 1287

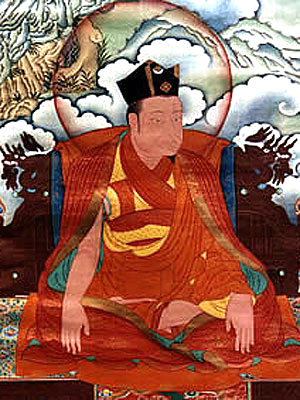
Karma Pakshi, morte en 1283.

Cette page dresse une liste de personnalités mortes au cours de l'année 1283 :
- 20 janvier : Simon de Duin, évêque d'Aoste.
- 6 avril : Pierre Ier d'Alençon, ou Pierre de France, prince de sang royal français, comte d'Alençon, comte de Blois, de Chartres et seigneur de Guise.
- 9 avril : Marguerite d'Écosse, reine consort de Norvège.
- 8 juin ou 8 juillet : Guillaume Cornut, amiral provençal.
- 5 septembre : Gilles de Chastelet, évêque de Nevers.
- 26 septembre : Princesse Kuniko, impératrice consort du Japon.
- 27 septembre : Renaud de Nanteuil, évêque de Beauvais et pair de France.
- 3 octobre : Dafydd ap Gruffydd (David de Galles), dernier roi indépendant du Pays de Galles, exécuté pour trahison.
- 15 octobre : Jean Ier de Mecklembourg-Werle-Parchim, prince de Mecklembourg-Werle-Parchim.
- 27 novembre : Jean de Montfort, seigneur de Toronet seigneur de Tyr.
- 5 décembre[1] : Alberus, évêque de Cujavie.

- Abutsu Ni, femme de lettres japonaise.
- Alberus, évêque de Włocławek en Pologne.
- Alexandre Stuart, ou Alexandre Dundonald, 4e grand sénéchal d'Écosse.
- Arnould III de Guînes, Comte de Guines, châtelain de Bourbourg, seigneur d'Ardres, seigneur de Tourcoing et d'Alost.
- Ata-Malik Juvaini, historien persan.
- Joseph de Constantinople, patriarche de Constantinople.
- Eschivat IV de Chabanais, comte de Bigorre.
- Philippe Ier de Courtenay, empereur titulaire de Constantinople.
- Béatrice Fieschi de Lavagna, noble de la famille Fieschi, devenue comtesse de Savoie.
- Ermengarde de Limbourg, duchesse de Limbourg.
- Thierry III de Montbéliard, comte de Montbéliard.
- Blanche de Navarre, duchesse consort de Bretagne.
- Guillaume Ier de Roquefeuil, seigneur de Roquefeuil Versols.
- Ferry de Verneuil, chevalier, maréchal de France.
- Karma Pakshi, second Karmapa, premier tulkou reconnu au Tibet.
- Michel Tarchaniotès, général byzantin.

date incertaine (vers 1283)
- Al-Qazwînî, historien et géographe persan.

## Crédit d'auteurs
- Cet article est partiellement ou en totalité issu de l'article intitulé « 1283 » (voir la liste des auteurs).